# Scratch Acid
Scratch Acid est un groupe de rock américain, originaire d'Austin, au Texas et fondé en 1982. Le groupe se sépare en 1987, et revient jouer sporadiquement en 2006 et en 2011.

## Biographie
Scratch Acid est formé en 1982 de Brett Bradford à la guitare et au chant, David Wm. Sims à la basse, Rey Washam à la batterie et David Yow au chant et à la basse. Le premier EP de Scratch Acid est publié en 1984 au label indépendant texan Rabid Cat, et comprend le morceau Lay Screaming, qui fait participer le chanteur David Yow qui indiquera s'être « inspiré de Marquis de Sade, lisant sa merde. »
Le groupe revient à Rabid Cat pour un premier album studio, Just Keep Eating, publié en 1986. Concernant le titre de l'album, le groupe confie qu'il s'agit d'un « truc idiot » lié au fait qu'ils habitaient ensemble et ont fait ce qu'il fallait pour survivre. Le groupe se désagrège en 1987, pour donner Rapeman, puis The Jesus Lizard. Leur troisième et dernière sortie, l'EP Berserker, est publiée par Touch and Go Records. Une compilation intitulée The Greatest Gift est publiée par Touch and Go Records en 1991.
Les membres du groupe se réunissent au club Emo's d'Austin le 2 septembre 2006 et à l'occasion du 25e anniversaire de  Touch and Go à Chicago, dans l'Illinois le 9 septembre 2006.  Ils jouent leur troisième et dernier concert au Showbox Theater de Seattle le samedi 16 septembre.

## Style musical
Le style musical du groupe se place parmi les plus dures de la scène alternative américaine des années 1980 et eut une influence notable sur certains groupes phares, notamment Nirvana à ses débuts. Situé dans la mouvance noise rock, ce « groupe bruyant, douloureux et désaxé » adopte des sonorités très terre-à-terre : un son brut, pourvu d'une certaine chaleur humaine (du moins bestiale) grâce à une basse et une batterie lourdes, un chant sans retenue, et une guitare stridente. La construction des morceaux est souvent complexe, alternant tensions, passages violents et changements de rythmes. Il développe une rage peu fréquente dans la mouvance noisy, notamment par les prestations scéniques du chanteur David Yow.